# كأس الاتحاد الإنجليزي 1972–73
كأس الاتحاد الإنجليزي 1972–73 (بالإنجليزية: 1972–73 FA Cup)‏ هو الموسم 92 من  كأس الاتحاد الإنجليزي. الذي يشرف على تنظيمه الاتحاد الإنجليزي لكرة القدم، وفاز فيه نادي سندرلاند.